# ريمكس
الريمكس هو مصطلح يشير إلى مجموعة واسعة من الممارسات الاجتماعية والثقافية التي تحتوي أو تتكون من تجزئة، وإعادة ترتيب، وإعادة وضع سياق المحتوى في قائمة جديدة لوسائط، سواء كان ذلك نصاً أو صوتاً أو صورة.

## الموسيقى
في الموسيقى، يمثل الريمِكس نسخة مغايرة لأغنية أصلية، تنجز في استوديو المزج السمعي بشتى الطرائق: كتغيير المقاطع، تعديل النبرة والإيقاع.
قد يخالف الريمكس نوع موسيقى الأغنية الأصلية: ريمكس هاوس لأغنية بوب مثلا.